# Schwarzflossiger Prachtkärpfling
Der Schwarzflossige Prachtkärpfling (Aphyosemion congicum) ist ein kleinerer Vertreter der Eierlegenden Zahnkarpfen und für einen Killifisch ungewöhnlich friedfertig, ja fast scheu. Er ist in Süßgewässern im Südwesten der Demokratischen Republik Kongo, südlich des Kongo zu Hause und wird etwa 4,5 Zentimeter lang. Den Namen gaben ihm die bei den männlichen Tieren schwarzen Flossen, die sich von dem gelblich-grünen, rot gepunkteten Korpus abheben.

## Merkmale
Die Männchen des Schwarzflossigen Prachtkärpfling sind gelbbraun bis grünlich, auf Körper und Flossen befinden sich kleine rote Punkte. After- und Schwanzflosse sind gelb, die Rückenflosse ist ganz oder nur am oberen Rand, die Schwanzflosse am oberen und unteren Rand schwarz gefärbt. Die Weibchen sind graubraun bis braun. Ihre Flossen sind farblos und abgerundet.

## Aquarienhaltung
Die Fische eignen sich durchaus zur Haltung in Aquarien und lassen sich im Gegensatz zu anderen Killifischen auch mit anderen Arten vergesellschaften. Dafür stellen sie relativ hohe Anforderungen an die Wasserqualität. Das Wasser sollte keinesfalls zu hart sein. Geeignet sind Werte von 4 bis 10 °dH. Außerdem sollte das Wasser leicht sauer sein und Temperaturen von 23 °C nicht überschreiten. Die Tiere sind gegen verschmutztes Wasser sehr empfindlich.